# Elección complementaria de Chile de septiembre de 1953
El 13 de septiembre de 1953 se realizó una elección parlamentaria complementaria para llenar la vacancia de un diputado en la 3° Agrupación Departamental, compuesta por la provincia de Atacama, producto del fallecimiento del diputado Héctor Montero Soto (PSP) el 15 de junio de 1953 en un accidente aéreo en Copiapó.
En la elección resultó vencedor el candidato del Partido Socialista Popular, Roberto Flores Álvarez. El mismo día se realizaron elecciones complementarias de regidores en 6 comunas:
- Samo Alto, para llenar una vacante producida por la falta de candidatos en la elección municipal de marzo.
- Nogales, por fallecimiento del regidor electo Guillermo Godoy Peña.
- Ñuñoa, por fallecimiento del regidor electo Hernán Torres Rioseco.
- Maule, por incompatibilidad del regidor electo Manuel Lobos Núñez.
- Pencahue, por fallecimiento de Manuel Videla Prieto.
- Castro, por incompatibilidad del regidor electo Felipe Montiel Vásquez.

## Candidatos
La elección parlamentaria extraordinaria fue convocada mediante un decreto promulgado el 29 de julio de 1953 y publicado en el Diario Oficial de la República de Chile el 14 de agosto.
El 24 de junio el Partido Socialista Popular presentó como candidato al intendente de la provincia de Coquimbo, Roberto Flores Álvarez, quien recibió el apoyo de los partidos ibañistas agrupados en la Unión Nacional del Pueblo (PAL, MONAP, PDP y PSP); el Movimiento Nacional Independiente entregó su apoyo el 3 de julio. Inicialmente se habían presentado las precandidaturas de Flores Álvarez y de Clodomiro Almeyda.
La coalición conformada por los partidos Radical, Liberal, Conservador Tradicionalista y Frente del Pueblo establecieron que el candidato en la elección complementaria debía ser un radical, y se presentaron las precandidaturas de Carlos Melej Nazar, Humberto García Pino, Juan Luis Maurás, Orlando Poblete González y Francisco Ríos, decidiéndose finalmente el 26 de julio que el postulante sería Orlando Poblete González, en aquel entonces alcalde de Copiapó, tras vencer en la lucha interna del Partido Radical por 667 votos contra 547 que obtuvo Francisco Ríos.
La Falange Nacional había presentado inicialmente la postulación de Alejandro Noemi Huerta, sin embargo esta fue desistida.

## Resultados
Los resultados finales de la elección fueron los siguientes:
|  | 53.64 % |

|  | 46.36 % |

El resultado provisorio a nivel de comunas fue el siguiente:
|                          |      |      |
| Departamento de Copiapó  |      |      |
| Copiapó                  | 1893 | 1914 |
| Caldera                  | 89   | 151  |
| Tierra Amarilla          | 287  | 295  |
| Departamento de Chañaral |      |      |
| Chañaral                 | 431  | 314  |
| Pueblo Hundido           | 221  | 141  |
| Potrerillos              | 691  | 439  |
| Departamento de Huasco   |      |      |
| Vallenar                 | 1414 | 866  |
| El Tránsito              | 110  | 107  |
| Huasco                   | 273  | 189  |
| Departamento de Freirina |      |      |
| Freirina                 | 185  | 291  |
| Total general            | 5594 | 4807 |
| Fuente: La Nación.       |      |      |

Roberto Flores Álvarez asumió su escaño en la Cámara de Diputados el 20 de octubre de 1953.